# Paraíso das Morenas
Paraíso das Morenas foi uma antiga escola de samba da cidade do Rio de Janeiro. 
Foi fundada em 1943, no alto do Morro de São Carlos, com as cores azul e amarelo.
Depois de dois anos sem desfilar, em 1953 e 1954, foi a 18ª colocada no Carnaval de 1955. Após aquele Carnaval, fundiu-se à Recreio de São Carlos e à Cada Ano Sai Melhor para criar a Estácio de Sá.